# Turkiet i olympiska sommarspelen 1928
Turkiet deltog med 31 deltagare vid de olympiska sommarspelen 1928 i Amsterdam. Ingen av landets deltagare erövrade någon medalj.